# ジャック・ラング
ジャック・マチュー・エミール・ラング（フランス語：Jack Mathieu Emile Lang、1939年9月2日 -  ）は、フランスの政治家。元ブロワ市長。ジャック・シラク政権で第24代国民教育大臣を務めた。

## 略歴
1939年9月2日にヴォージュ県ミルクールに誕生する。ナンシーのリセ・アンリ＝ポアンカレ在学中にバカロレアに合格し、ナンシー大学法学部とパリ政治学院のナンシー大学校舎で公共政策（公共サービス）を学ぶ。1961年、パリ政治学院パリ本校で公共政策のディプロムを取得し、同様に同年パリ大学法学部で学位（リサンス）（日本の学士号に相当）を取得した。その後教育・文化・芸術関連の仕事に就く。ナンシーでフェスティバル・ジュ・モンドを設立し、プロデュースする。1963年にナンシー大学劇場、1972年にシャイヨー宮劇場でそれぞれ芸術監督を務める。その傍ら1971年から1981年まで大学で国際法を教えた。
1977年に下院国民議会総選挙にパリ選挙区から社会党公認で立候補して当選する。1981年にピエール・モーロワの社会党内閣で文化大臣に就任した。1988年にミシェル・ロカール内閣でも文化相として入閣。1992年にピエール・ベレゴボワ内閣の教育相、1997年にリオネル・ジョスパン内閣の教育相として入閣した。
1989年から2000年までブロワ市長。2000年にパリ市長選挙に立候補するが、落選した。2004年にドミニク・ストロス＝カーン、マルティーヌ・オブリーとともに大統領選挙に向けた社会党政策プログラム作成の責任者となる。2007年フランス大統領選挙では、ラング自身の立候補が取り沙汰されたが不出馬を表明した。
1961年にモニク・ブチンスキーと結婚し、2女を儲けた。
1981年に文化大臣時成立した書籍の再販制度に関する法律は、ラング法と呼ばれる。

## 著書(日本語訳)
- 『マルローへの手紙』 塩谷敬訳、未來社、1999年
- 『ネルソン・マンデラ』 塩谷敬訳、未來社、2010年
- 『ルーヴル美術館の闘い　グラン・ルーヴル誕生をめぐる攻防』 塩谷敬訳、未來社、2013年
- 『ミケランジェロ』コラン・ルモワーヌ共著、塩谷敬訳、未來社、2017年